# Agulhon
Agulhon (en francès Aiguillon) és un municipi occità, situat al departament d'Òlt i Garona i a la regió de la Nova Aquitània. L'any 2007 tenia 4.344 habitants.
Annexada a la corona anglesa el 1318, va ser conquerida per Du Guesclin el 1370. En 1599 va ser convertida pel rei en el centre del ducat d'Agulhon que va donar a Carles de Mayenne.
Vegeu: Ducat d'Agulhon

## Demografia
| Evolució de la població |       |       |       |       |       |       |       |       |
| 1793                    | 1800  | 1806  | 1821  | 1831  | 1836  | 1841  | 1846  | 1851  |
| 3 280                   | 3 037 | 3 541 | 4 010 | 4 080 | 3 919 | 4 079 | 3 994 | 4 020 |

| 1856  | 1861  | 1866  | 1872  | 1876  | 1881  | 1886  | 1891  | 1896  |
| ----- | ----- | ----- | ----- | ----- | ----- | ----- | ----- | ----- |
| 4 173 | 3 781 | 3 876 | 3 577 | 3 596 | 3 370 | 3 160 | 3 119 | 3 094 |

| 1901  | 1906  | 1911  | 1921  | 1926  | 1931  | 1936  | 1946  | 1954  |
| ----- | ----- | ----- | ----- | ----- | ----- | ----- | ----- | ----- |
| 2 988 | 2 886 | 2 811 | 2 597 | 2 748 | 2 644 | 2 778 | 3 002 | 3 135 |

| 1962  | 1968  | 1975  | 1982  | 1990  | 1999  | 2006 | 2011 | 2016 |
| ----- | ----- | ----- | ----- | ----- | ----- | ---- | ---- | ---- |
| 3 409 | 3 754 | 3 867 | 4 121 | 4 169 | 4 219 | -    | -    | -    |

| 2019 | - | - | - | - | - | - | - | - |
| ---- | - | - | - | - | - | - | - | - |
| -    | - | - | - | - | - | - | - | - |

## Administració
| Període   | Identitat             | Partit        |
| --------- | --------------------- | ------------- |
| 1995-2008 | Pierre Polivka        |               |
| 2008-     | Jean-François Sauvaud | Divers gauche |